# Ante Crnac
Ante Crnac (Sisak, 17 dicembre 2003) è un calciatore croato, attaccante del Norwich City.

## Carriera

### Club
Cresciuto nelle giovanili della Dinamo Zagabria, il 12 aprile 2021 fa il suo debutto con la Dinamo Zagabria II subentrando e trovando il gol del definitivo 3-1 in occasione del match di 2.HNL vinto contro l'Orijent.
Il 25 gennaio 2022 si accasa tra le file del Slaven Belupo firmando un contratto triennale. Quattro giorni dopo fa il suo debutto per il club di Koprivnica, subentra ad Hansel Zapata nel match di campionato perso contro l'Osijek (2-1). Il 4 aprile seguente segna la sua prima rete con i Farmaceuti in occasione della trasferta di campionato persa contro la Lokomotiva Zagabria. Il 2 novembre fa il suo esordio in Coppa di Croazia subentrando a Jakov Bašić nell'ottavo di finale vinto contro il Nedelišće (0-6).

### Nazionale
Il 21 novembre 2022 fa il suo debutto con la Croazia U-21 subentrando a Marin Ljubičić nell'amichevole casalinga pareggia 1-1 contro l'Austria.

## Statistiche

### Cronologia presenze e reti in nazionale
| Cronologia completa delle presenze e delle reti in nazionale ― Croazia under 21 | Cronologia completa delle presenze e delle reti in nazionale ― Croazia under 21 | Cronologia completa delle presenze e delle reti in nazionale ― Croazia under 21 | Cronologia completa delle presenze e delle reti in nazionale ― Croazia under 21 | Cronologia completa delle presenze e delle reti in nazionale ― Croazia under 21 | Cronologia completa delle presenze e delle reti in nazionale ― Croazia under 21 | Cronologia completa delle presenze e delle reti in nazionale ― Croazia under 21 | Cronologia completa delle presenze e delle reti in nazionale ― Croazia under 21 |
| Data                                                                            | Città                                                                           | In casa                                                                         | Risultato                                                                       | Ospiti                                                                          | Competizione                                                                    | Reti                                                                            | Note                                                                            |
| ------------------------------------------------------------------------------- | ------------------------------------------------------------------------------- | ------------------------------------------------------------------------------- | ------------------------------------------------------------------------------- | ------------------------------------------------------------------------------- | ------------------------------------------------------------------------------- | ------------------------------------------------------------------------------- | ------------------------------------------------------------------------------- |
| 21-11-2022                                                                      | Pola                                                                            | Croazia under 21                                                                | 1 – 1                                                                           | Austria under 21                                                                | Amichevole                                                                      | -                                                                               | 62’                                                                             |
| Totale                                                                          |                                                                                 | Presenze                                                                        | 1                                                                               |                                                                                 | Reti                                                                            | 0                                                                               |                                                                                 |

| Cronologia completa delle presenze e delle reti in nazionale ― Croazia under 20 | Cronologia completa delle presenze e delle reti in nazionale ― Croazia under 20 | Cronologia completa delle presenze e delle reti in nazionale ― Croazia under 20 | Cronologia completa delle presenze e delle reti in nazionale ― Croazia under 20 | Cronologia completa delle presenze e delle reti in nazionale ― Croazia under 20 | Cronologia completa delle presenze e delle reti in nazionale ― Croazia under 20 | Cronologia completa delle presenze e delle reti in nazionale ― Croazia under 20 | Cronologia completa delle presenze e delle reti in nazionale ― Croazia under 20 |
| Data                                                                            | Città                                                                           | In casa                                                                         | Risultato                                                                       | Ospiti                                                                          | Competizione                                                                    | Reti                                                                            | Note                                                                            |
| ------------------------------------------------------------------------------- | ------------------------------------------------------------------------------- | ------------------------------------------------------------------------------- | ------------------------------------------------------------------------------- | ------------------------------------------------------------------------------- | ------------------------------------------------------------------------------- | ------------------------------------------------------------------------------- | ------------------------------------------------------------------------------- |
| 22-9-2022                                                                       | Čakovec                                                                         | Croazia under 20                                                                | 1 – 1                                                                           | Arabia Saudita under 20                                                         | Amichevole                                                                      | -                                                                               | 46’                                                                             |
| 25-9-2022                                                                       | Čakovec                                                                         | Croazia under 20                                                                | 3 – 1                                                                           | Albania under 20                                                                | Amichevole                                                                      | -                                                                               | 46’                                                                             |
| Totale                                                                          |                                                                                 | Presenze                                                                        | 2                                                                               |                                                                                 | Reti                                                                            | 0                                                                               |                                                                                 |